# Iglice (przystanek kolejowy)
Iglice – nieczynny przystanek kolei wąskotorowej w Iglicach, w województwie zachodniopomorskim, w Polsce. Został zamknięty w 1961 roku.